# Almanaque Metropol'
O Almanaque Metropol é uma coleção de textos não censurados de escritores Soviéticos, autopublicados em Samizdat em Moscou em dezembro de 1978. A coleção foi organizada por Vasily Aksyonov e contou com contribuições de vários escritores da época, como Fazil Iskander, Andrei Bitov, Andrei Voznesensky, Bella Akhmadulina e Vladimir Vysotsky, e uma contribuição do exterior, feita por John Updike.
Cópias do almanaque foram contrabandeadas para os EUA e para a França, e uma edição fac-símile foi publicada em 1979 pela Ardis Publishing . Uma tradução para o inglês foi publicada pela editora Random House, enquanto uma em francês foi preparada pela Gallimard.

## História do Almanaque

### Criação do Almanaque Metropol
A ideia do projeto era incluir em uma coleção obras rejeitadas por editoras soviéticas. Nem todos os poetas e prosadores abordados pelos compiladores do "Metropol" concordaram em oferecer poemas e prosa para o almanaque; por exemplo, Yuri Trifonov e Bulat Okudzhava se recusaram a participar por vários motivos. Vysotsky, de acordo com as memórias de Vasily Aksyonov, tratou a proposta "com entusiasmo" e transferiu uma grande seleção de poemas para publicação. John Updike também contribuiu, como único artista estrangeiro, e enviou um capítulo de seu novo romance.
O trabalho direto na compilação do almanaque ocorreu no apartamento que pertencia à mãe de Aksyonov, Evgenia Ginzburg, também uma famosa escritora soviética, que morreu pouco antes da publicação do Metropol'. Entusiastas e assistentes voluntários trabalhavam lá, redigitando textos, colando folhas datilografadas e revisando. O layout foi projetado pelo artista teatral David Borovsky, e o frontispício foi desenhado por Boris Messerer. Vysotsky não participou diretamente do trabalho do almanaque, mas às vezes ele vinha à “redação” com um violão, fazendo uma pergunta humorística ao entrar no apartamento: “Vocês fazem dinheiro falso aqui?”.
Os autores do Metropol planejaram uma vernissage para marcar o lançamento da obra. Eles também discutiram abertamente a publicação da obra no exterior, enviando uma carta pedindo permissão à VAAP, a agência soviética responsável pela negociação de direitos autorais para autores que publicam no exterior.

### Proibição do Almanaque e perseguição dos autores
Cinco autores do Metropol foram convidados para o Sindicato dos Escritores em uma tentativa de dissuadi-los de organizar o Vernissage. Quando isso não funcionou, o Rhythm Café, onde aconteceria, foi fechado para uma suposta inspeção sanitária por ordem da Vernissage.
Depois que o almanaque foi tornado público, seus autores foram submetidos a diversas formas de perseguição na URSS. Uma campanha na mídia chamou as obras de "vulgares", "de baixa qualidade" e "pornográficas", e foi liderada em revistas pelo 1º Secretário da organização de Moscou da União dos Escritores da URSS, Felix Kuznetsov. Evgeny Popov e Viktor Yerofeyev, que se candidataram ao Sindicato dos Escritores da URSS, tiveram sua filiação negada. Depois disso, Inna Lisnyanskaya, Vasily Aksyonov e Semyon Lipkin renunciaram às suas filiações. Na época, isso significava “morte literária”, como os autores disseram, ameaçando sua capacidade de publicar, mas também de moradia, já que viviam em apartamentos fornecidos pela União dos Escritores. Vassili Aksyonov resolveu emigrar da URSS em resultado.
Uma versão ficcional do almanaque "Metropol" está contida nos romances de Vasily Aksenov "Diga Passas" e "Paixão Misteriosa".

### Publicação no exterior
O manuscrito do Metropol foi contrabandeado para o exterior por vários conhecidos dos escritores. Kevin Klose, um jornalista americano trabalhando em Moscou, enviou uma cópia para Carl Proffer, editor da Ardis Publishing em Ann Arbor, Michigan, que fez uma edição fac-símile, copiando as dimensões e gramatura de papel do original. Após a publicação do Metropol, os Proffers tiveram seus vistos negados para a URSS, que eles visitavam uma vez por ano desde os anos 60. Eles atribuíram isso a duas publicações, To Preserve Forever, de Lev Kopelev, e Metropol'.

## Lista de participantes
- Bella Akhmadulina
- Vassily Aksyonov (em russo)
- Yuz Aleshkovsky
- Arcádio Arkanov
- Leonid Baktin
- André Bitov
- Boris Bakhtin
- Friedrich Gorenstein
- Fazil Iskander
- Yuri Karabchievsky
- Piotr Kozhevnikov
- Semyon Lipkin
- Inna Lisianskaya
- Evgeny Popov
- Vassily Rakitin
- Evgeny Rein
- Marcos Rozovsky
- Genrih Saprig
- Viktor Trostnikov
- Vladimir Vysótsky
- Andrei Voznessensky
- John Updike
- Viktor Yerofeyev